# Cape Canaveral Air Force Station

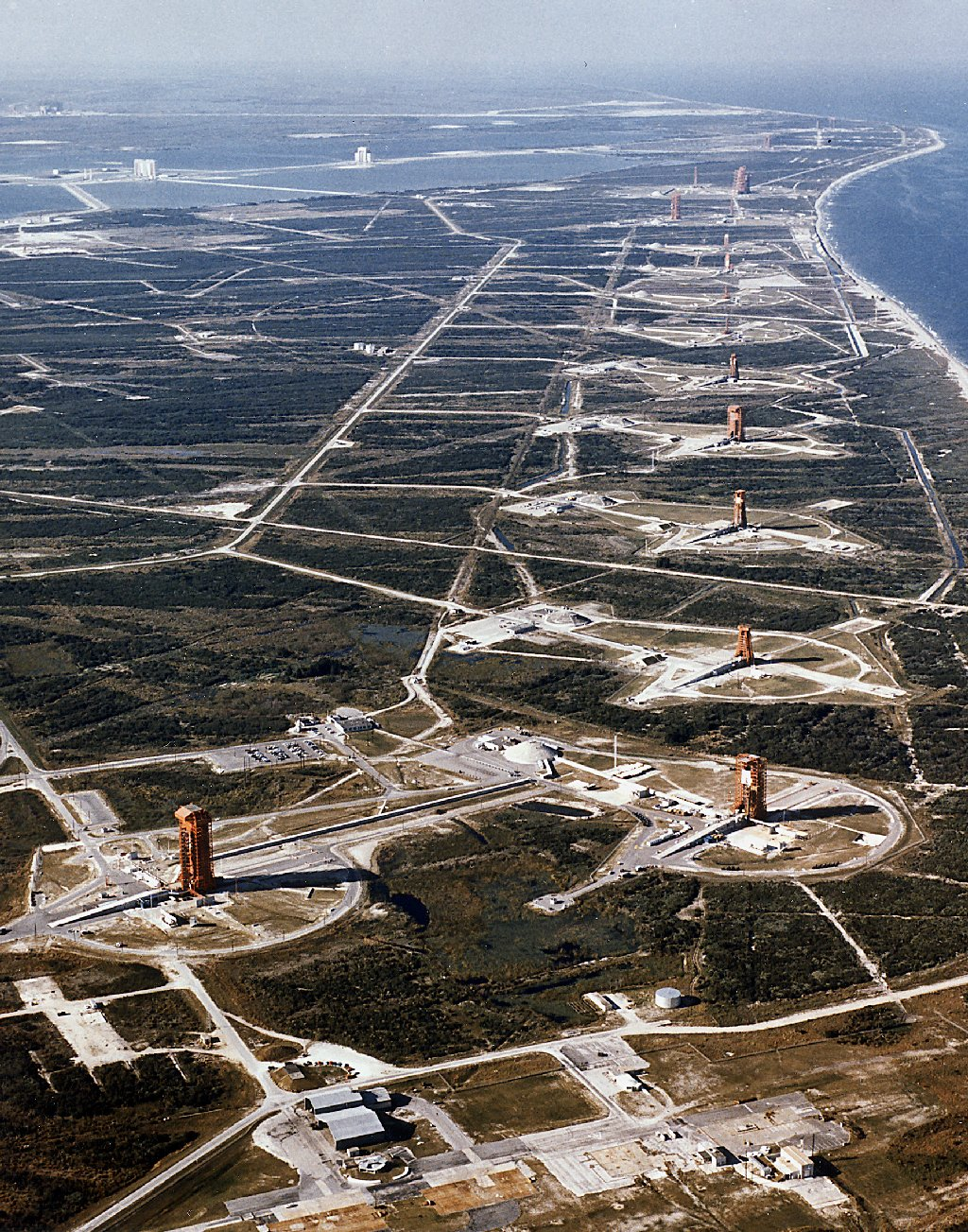
Cape Canaveral Air Force Station.

Cape Canaveral Air Force Station eller Cape Kennedy Air Force Station (1963–1973) är en amerikansk rymdbas belägen vid Cape Canaveral på ön Merritt Island i Florida, USA. Den är amerikanska flygvapnets raketuppskjutningsbas på östkusten. Norr om anläggningen ligger NASA-anläggningen Kennedy Space Center.
Området började 1949 användas av den amerikanska försvaret för robottester. Senare kom det att användas av det amerikanska rymdprogrammet. Efter bildandet av NASA 1958 har det fungerat som avfyringsplats för satelliter och rymdsonder, och även de tidiga bemannade rymdfärderna sköts upp härifrån.

## Aktiva ramper
| Site                                | Status | Användning                                                                       |
| ----------------------------------- | ------ | -------------------------------------------------------------------------------- |
| Launch Complex 13 (Landing Zone 1)  | Aktiv  | Landningsplats för SpaceX Falcon 9 och Falcon Heavy Tidigare: Atlas, Atlas Agena |
| Space Launch Complex 37B            | Aktiv  | Delta IV, Delta IV Heavy Tidigare: Saturn I, Saturn IB                           |
| Space Launch Complex 40             | Aktiv  | Falcon 9 full thrust Tidigare: Titan III, Titan IV                               |
| Space Launch Complex 41             | Aktiv  | Atlas V Tidigare: Titan III, Titan IV                                            |
| Spaceport Florida Launch Complex 46 | Aktiv  | Minotaur IV Tidigare: Athena I, Athena II, UGM-133 Trident II Framtid: Vector-R  |